# Fort Nassau (Noortrivier)
Fort Nassau was een fort in voormalig Nieuw-Nederland. Het werd in 1613 gebouwd op een eiland in de Noordrivier, de tegenwoordige rivier de Hudson, bedoeld voor de handel in dierenvachten met de Inheemse Amerikanen. Het fort overstroomde elke zomer en werd daarom vrij snel vervangen door het zuidelijker gelegen Fort Oranje.
Het eiland dat nu deel uitmaakt van het vasteland staat tegenwoordig bekend als Castle Island in Albany.
Na het verlaten van Fort Nassau aan de Noordrivier is er een nieuw Fort Nassau gesticht aan de Zuidrivier.

## Externe link

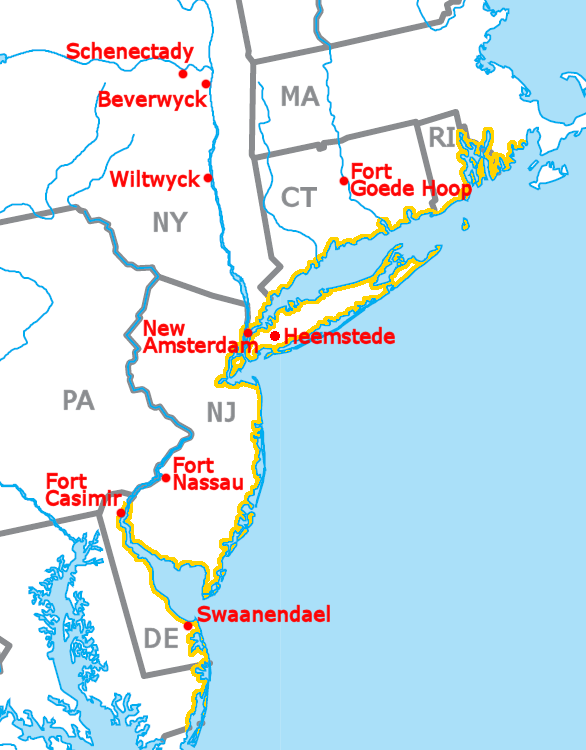
De door de WIC opgeëiste kustlijn, en de belangrijkste plaatsen.